# مایمورن
مایمورن (به لاتین: Maymorn) یک منطقهٔ مسکونی در نیوزیلند است که در Wellington Region واقع شده‌است. مایمورن ۱٬۱۵۲ نفر جمعیت دارد.